# Por fuera y por dentro
Por Fuera y Por Dentro  es el primer álbum lanzado por el compositor y cantante colombiano Carlos Vives.
Su fecha de lanzamiento fue el 6 de junio de 1986. Vives era más conocido como estrella de televisión de las telenovelas en el momento de su lanzamiento. El álbum contiene baladas románticas cargadas de sintetizadores, que datan a Vives antes de cantar vallenato. Como fue el caso de sus otros tempranos álbumes que Vives realizó, este no fue un éxito comercial, y su grabación es menos conocida. En gran parte ignorada por el público, el álbum es una pieza de colección para los fanáticos.

## Descripción
Carlos Vives, uno de los más grandes artistas de América Latina y que revolucionó el vallenato moderno, comenzó como una estrella joven que luchaba en la televisión latina. Con las telenovelas, al ser un trampolín para los latinoamericanos en busca de fama, Vives no fue la excepción. En su país natal, Colombia, especialmente en Santa Marta se crio y en Bogotá estudió y se planteó ser actor e inició su carrera en una serie de programas como "Pequeños Gigantes" 1983 y "Tuyo es Mi Corazón" en 1985 y antes de buscar notoriedad en el papel protagonista de "Gallito Ramírez" en 1986. Ese mismo año, lanzó su primer álbum Por fuera y por dentro, marcando la vida de Vives y su verdadera pasión, la música. Este álbum contiene canciones de Fernando Garavito y de otros compositores colombianos. Antes del lanzamiento de su primer álbum dice el interior de la carátula esta frase:

Cuando soñé con grabar este disco no fueron muchos los que se lanzaron a volar conmigo, pero esos pocos fueron suficientes para darme a conocer por fuera y por dentro.

Y por eso doy gracias a Dios, y por eso hoy doy gracias a Fercho, que vive soñando; 

Gracias a Josep, que cruzó el Atlántico; a Ricardo, al mono Levy por estar en la batalla, a Rubiela por sus tintos y a Judith que está esperando. 

Gracias a mis amigos de la calle, a mis hermanos Luis, Guillo y Juanchi que está lejos, y por pensar en él canté con más ganas. 

Gracias a la mujer que vive en mí y gracias papá y mamá por hacerme cantando.
Carlos Vives

## Lista de canciones
| Por Fuera y Por Dentro |                                |                   |          |  |
| N.º                    | Título                         | Escritor(es)      | Duración |  |
| 1.                     | «Vuelve»                       | Fernando Garavito | 3:32     |  |
| 2.                     | «No Vuelvas A Ver Hacia Atrás» | Cristian Vega     | 3:40     |  |
| 3.                     | «No Quiero»                    | Charito Acuña     | 2:23     |  |
| 4.                     | «Me Estoy Muriendo de Amor»    | Fernando Garavito | 3:28     |  |
| 5.                     | «Robándome la Mente»           | Cristian Vega     | 3:41     |  |
| 6.                     | «Si Quieres Hacer El Amor»     | Ricardo Acosta    | 3:00     |  |
| 7.                     | «No Hay Nada»                  | Fernando Garavito | 3:06     |  |
| 8.                     | «Por Fuera y Por Dentro»       | Fernando Garavito | 3:26     |  |
| 9.                     | «Volver A Empezar»             | Fernando Garavito | 3:57     |  |
| 10.                    | «Quiero»                       | Carlos Vives      | 3:47     |  |

## Créditos del álbum
| Créditos de rendimiento - Carlos Vives - Voz - Joseph Max Klitfus - Piano y sintetizador - Gabriel Rondón - Guitarra acústica - Alfonso Rondón - Bajo - Hernando "Henry" Becerra - Guitarra eléctrica - Wilson Viveros - Batería y percusión - Eduardo Maya - Trompeta - Dagoberto García - Clarinete y saxofón - Gustavo "El Pantera" García - Trombón - Lizandro Zapata - Coro - Claudia Altamar - Coro - Carlos Ortiz - Coro - Alexa Hernández - Coro - Luis Fernando Ardila - Coro - Tony Navia - Coro - Yanet Waldman - Coro - Guillermo Vives - Coro - El Chato y Los Pequeños Gigantes - Coro | Créditos técnicos - Joseph Max Klitfus - Arreglos - Fernando Garavito - Dirección - Ricardo Acosta - Producción - Carlos Vives - Productor ejecutivo - Adolfo "El Mono" Levi - Ingeniero - Carlos Vives - Diseño - Dora Franco - Fotografía - John Jairo - Maquillaje - Fotoletras - Gráficos - Nelson Robayo - Ilustraciones - Grabado en "The Studio" durante mayo de 1986 |